# Rubrobacter radiotolerans
Rubrobacter radiotolerans es una especie de  bacteria grampositiva del género Rubrobacter. Fue descrita en el año 1989, es la especie tipo. Su etimología hace referencia a tolerancia a la radiación. Inicialmente se describió en el 1973 como Arthrobacter radiotolerans. Es aerobia e inmóvil. Tiene un tamaño de 0,8-1 μm de ancho por 1-4 μm de largo. Catalasa positiva. Forma colonias circulares, lisas, convexas o umbonadas, brillantes, opacas y de color rosa claro tras 2 semanas de incubación. Temperatura de crecimiento óptima entre 46-48 °C. Tiene un genoma de 2,8 Mpb y un contenido de G+C de 67,9%. Se ha aislado de una fuente termal radiactiva en Japón. 